# Grabanlage des Gao Yi

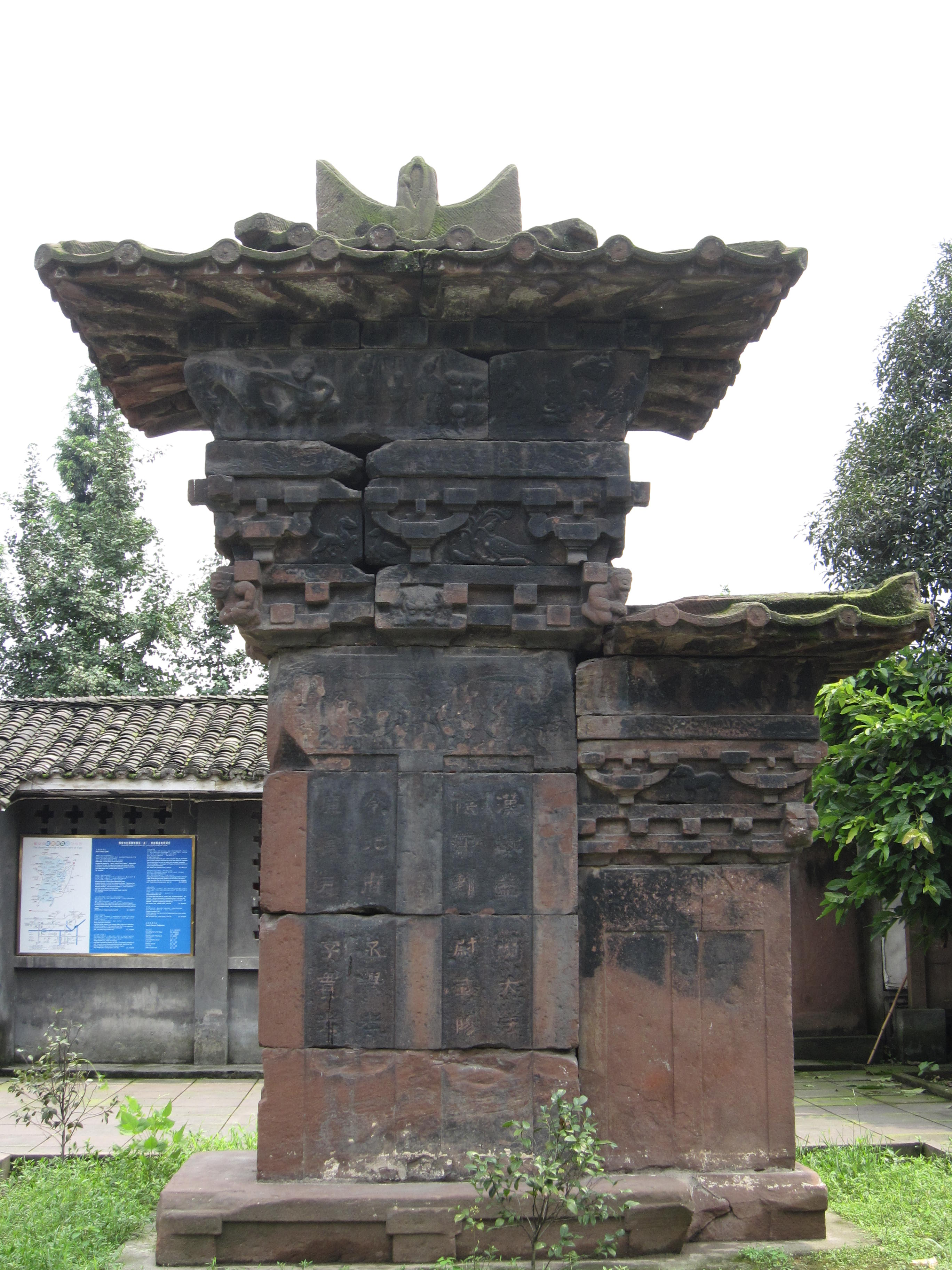
Sechs Meter hoher Que der Grabanlage

Die Grabanlage des Gao Yi ist eine chinesische Grabanlage eines 209 gestorbenen Präfekten aus der Zeit der Östlichen Han-Dynastie in Xuxianqiao 许姚桥, Ya’an, in der chinesischen Provinz Sichuan.
Que (eine Art Schmuckpfeiler) und Steinschnitzereien der Grabanlage des Gao Yi (Gao Yi mu que ji shike 高颐墓阙及石刻) stehen seit 1961 auf der Liste der Denkmäler der Volksrepublik China (1-56).